# باشاكلا (دابوي الجنوبي)
باشاکلا (بالفارسية: پاشاکلا) هي قرية تقع في إيران في قسم دابوي الجنوبی الريفي. يقدر عدد سكانها بـ 600 نسمة .